# Ferguson Jenkins
Ferguson Arthur „Fergie“ Jenkins (* 13. Dezember 1942 in Chatham, Ontario, Kanada) ist ein ehemaliger kanadischer Baseballspieler in der Major League Baseball (MLB). Sein Spitzname war Fly.

## Biografie
Jenkins wurde von den Philadelphia Phillies im Draft 1963 verpflichtet. Sein Debüt in der National League gab der rechtshändige Pitcher am 10. September 1965. Bereits im nächsten Jahr wurde er von den Phillies zu den Chicago Cubs transferiert, wo er seine stärksten Jahre im Baseball verbrachte.
Von 1967 bis 1972 gewann Jenkins im Trikot der Cubs jede Saison mindestens 20 Spiele. 1971 erreichte er einen ERA von 2,77, gewann 24 Spiele bei 13 Niederlagen, absolvierte 30 komplette Spiele und gewann den Cy Young Award der National League. 1967 und 1971 nahm er auch am All-Star-Spiel teil und musste jedes Mal einen Home Run abgeben. Nachdem er 1973 keine 20 Spiele mehr gewonnen hatte, wurde er von den Cubs zu den Texas Rangers transferiert. In seinem ersten Jahr in Texas gewann er 25 Spiele, dies war die letzte Saison, in der er diese Marke übertreffen konnte. Er war in diesem Jahr der erste Baseballspieler, der die Lou Marsh Trophy für den besten kanadischen Sportler gewinnen konnte.
Nach den Rangers wechselte er noch zu den Boston Red Sox, von dort nochmals zu den Rangers und den Cubs. Sein letztes Spiel in der National League bestritt er am 26. September 1983. Er beendete seine Karriere mit 284 Siegen und 3192 Strikeouts. 1987 wurde er in die Canadian Baseball Hall of Fame aufgenommen und wurde 1991 als erster Kanadier in die Baseball Hall of Fame in Cooperstown gewählt.